# Дудуткі
Музейний комплекс стародавніх народних ремесел та технологій «Дудуткі» — це приватний музейний комплекс старовинних білоруських народних ремесел та технологій. Розташований поблизу села Дудичі Пуховицького району Мінської області Республіки Білорусь (40 кілометрів від Мінська) на річці Птич.

## Історія створення
Засновником музею є Євген Домінікович Будінас (1944-2007), який не мав уявлення про давню історію села Дудичі та його дворянську садибу, при створенні на початку 1990-х років музею «Дудуткі».
Музей розпочався зі створення центру приватного сільського господарства. Голова видавництва та видавничого центру «Поліфакт» (Мінськ, Білорусь) Євген Будінас звернувся до Пуховицького райвиконкому з проханням виділити йому в цих місцях 162 гектари землі для ведення натурального господарства, що було дозволено рішенням Пуховицького райвиконкому в 1992 році. За власні кошти, видавництво «Поліфакт» насипали грунтові дороги, побудували високовольтну лінію електропередач, провели телефон, побудували свинарник, корівник, придбали худобу, сільськогосподарську техніку та розпочали фермерське господарство.
З жовтня 1994 року на базі ферми «Поліфакт», яка приймає перших відвідувачів, створюється приватний Музейний комплекс старовинних народних ремесел та технологій «Дудуткі». Борис Борисович Цітович став головним художнім керівником музейного комплексу. З 1998 року музейний комплекс «Дудуткі» входить до холдингового банку «Трастбанк», поступово оновлюючи та розвиваючи свою музейну базу, що дозволяє просувати не тільки традиційні білоруські народні ремесла, а й побут дворянського маєтку.

## Профіль і структура музею
Музей є розвиненим культурним, освітнім, туристично-рекреаційним центром.
На території музейного комплексу знаходиться розвинена інфраструктура: 1) Млин, 2) Будинок візника, 3) Храм (церква), 4) Стіл замовлень, 5) Адміністрація, 6) Кафе «Дудуткі», 7) Сироварня, 8) Птахофабрика, 9) Пивоварня, 10) Бар «Шинок», 11) Літнє кафе, 12) Деревообробна майстерня, 13) Дитячий майданчик, 14) Гончарна майстерня, 15) Авторетро, 16) Будинок бортника, 17) Пекарня, 18) Кузня, 19) Етнографічна галерея, 20) Ферма, 21) Конюшня, 22) Фруктовий сад, 23) Музейна поляна, 24) Валяльна майстерня, 25) Майстерня лозоплетіння, 26) Майстерня ткацтва, 27) Майстерня соломоплетіння, 28) Майстерня гончарної справи, 29) Торгові ряди, 30) Готель «Птах», 31) Таверна, 32) Гостьовий будинок з лазнею.

## Свята та фестивалі
Протягом року в «Дудутках» проводяться свята та фестивалі:
- Масниця
- Відкриття і закриття сезону («Спадщина Єльських»)
- День Перемоги та День Незалежності
- Фестиваль вуличних артистів
- Ковальський пленер
- Open-air «Купала»
- Купальський фестиваль «Свято Сонця»
- Престольні свята Дудутківського храму
- Фестиваль військово-історичної реконструкції «Наш Грюнвальд»
- Фестиваль «Етно Млин»
- Свято «Трьох Спасів»
- «Різдвяна виставка»

## Галерея

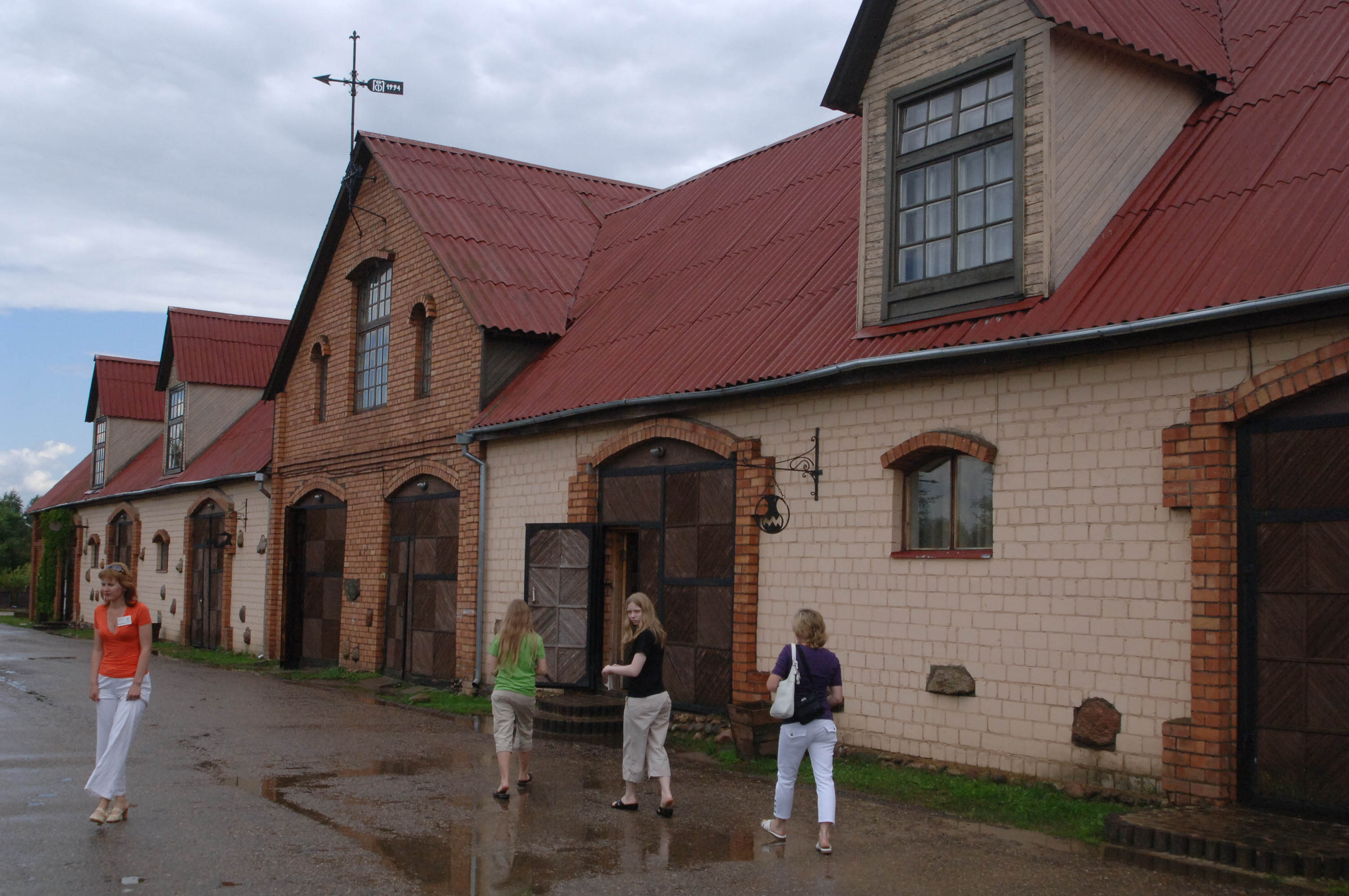
Будинки гончарної майстерні і авторетро.
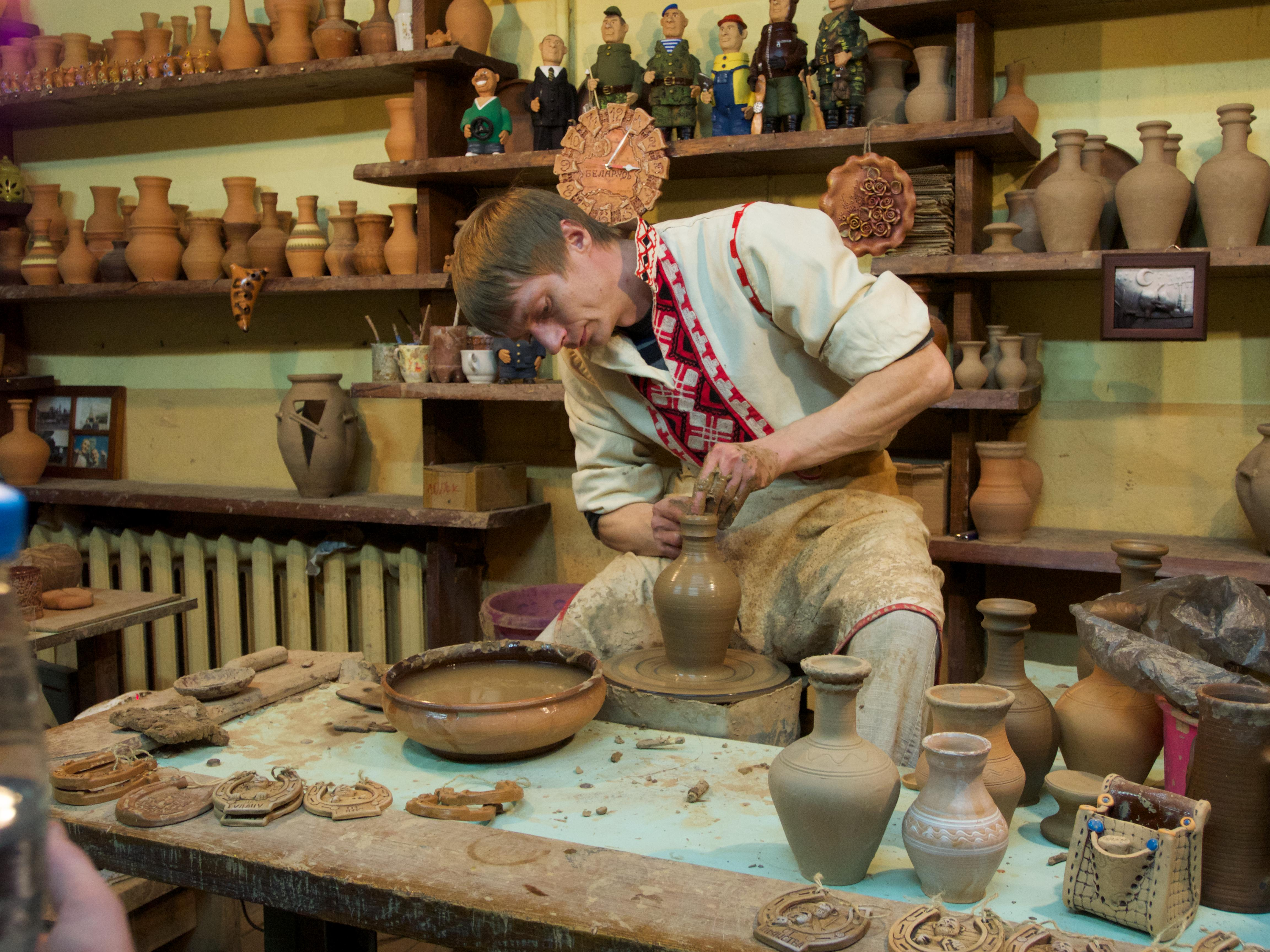
Гончарна майстерня.
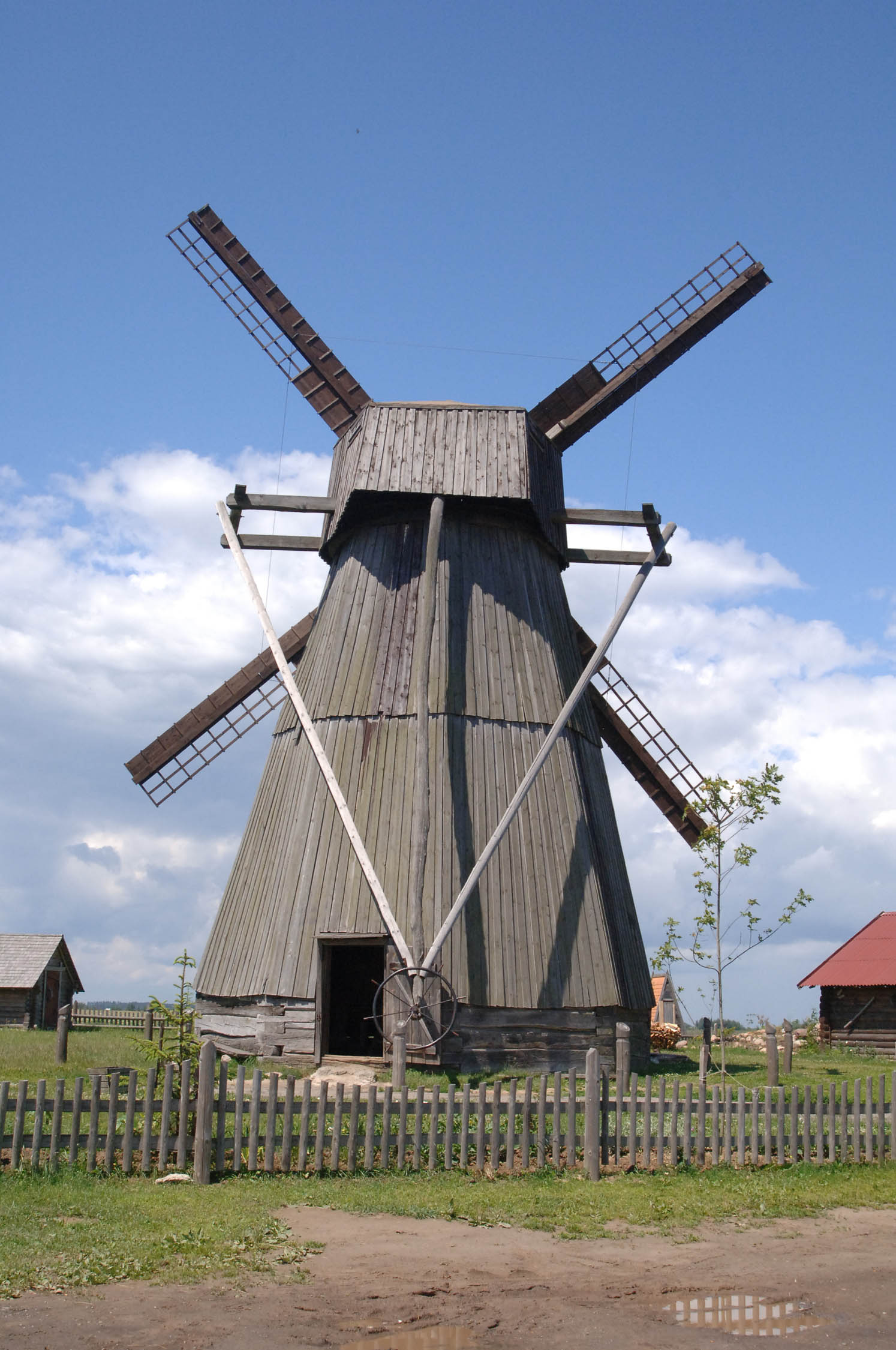
Млин.
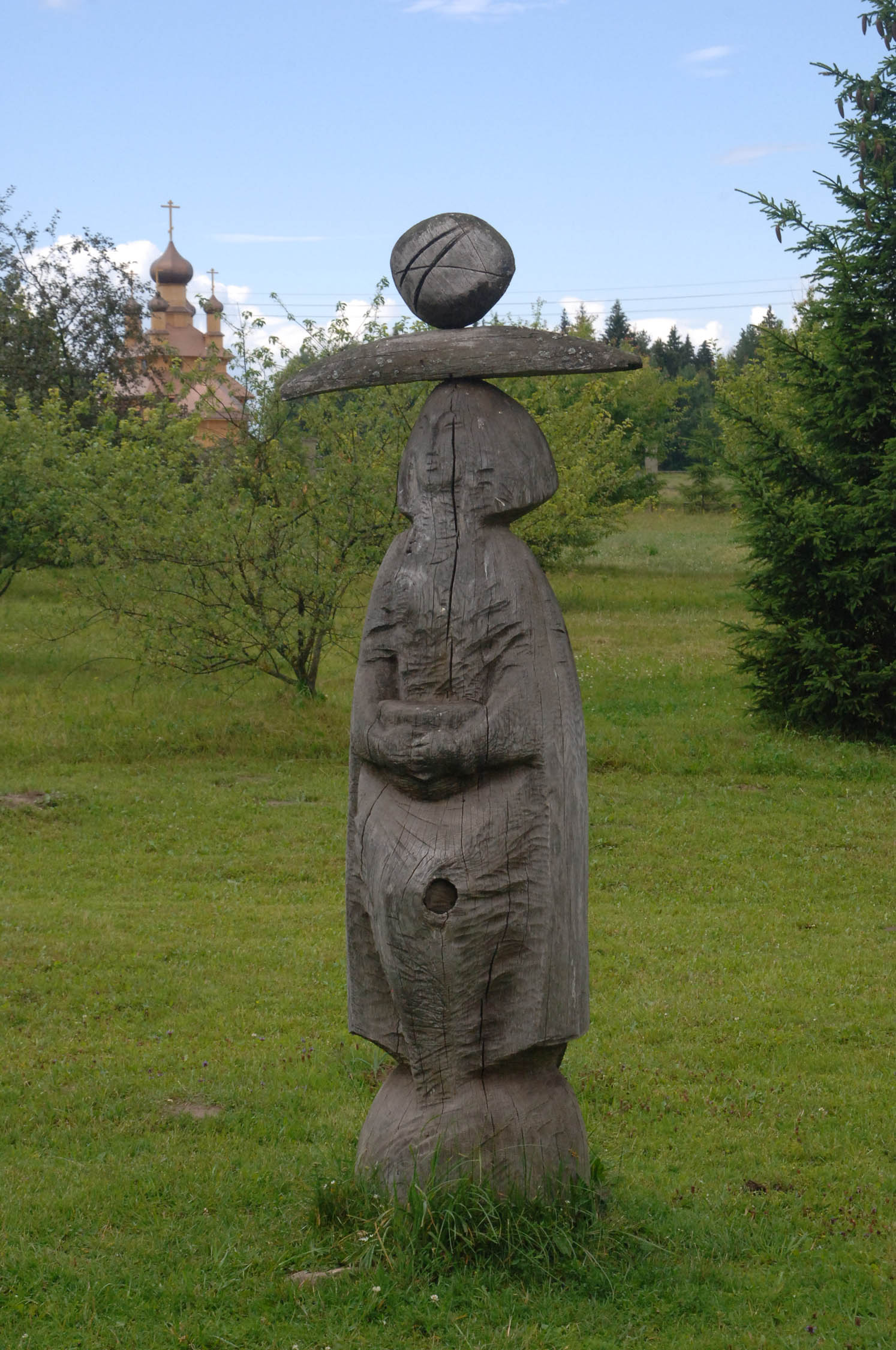
Дерев'яна скульптура.
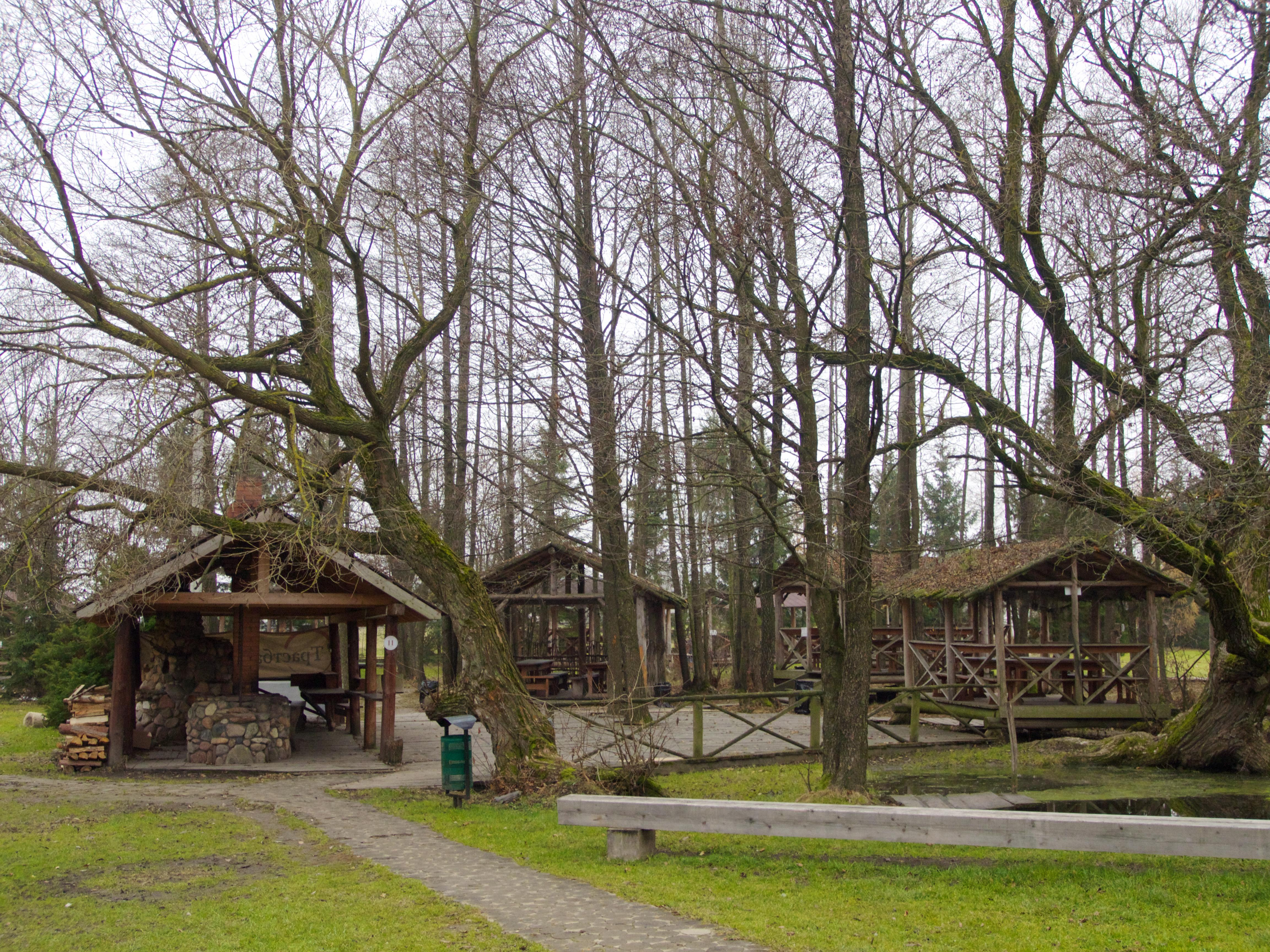
Літнє кафе.
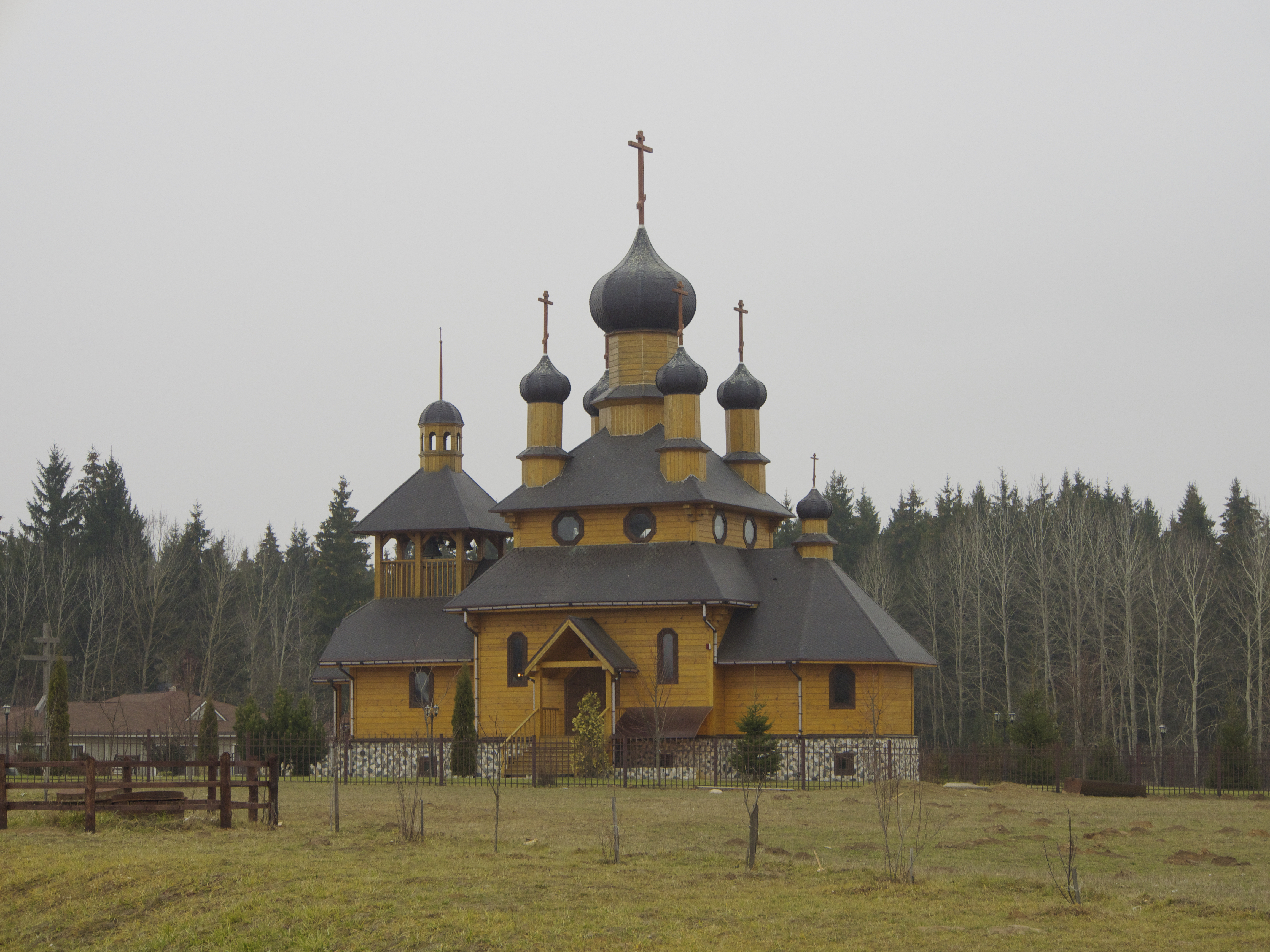
Дерев'яна церква.
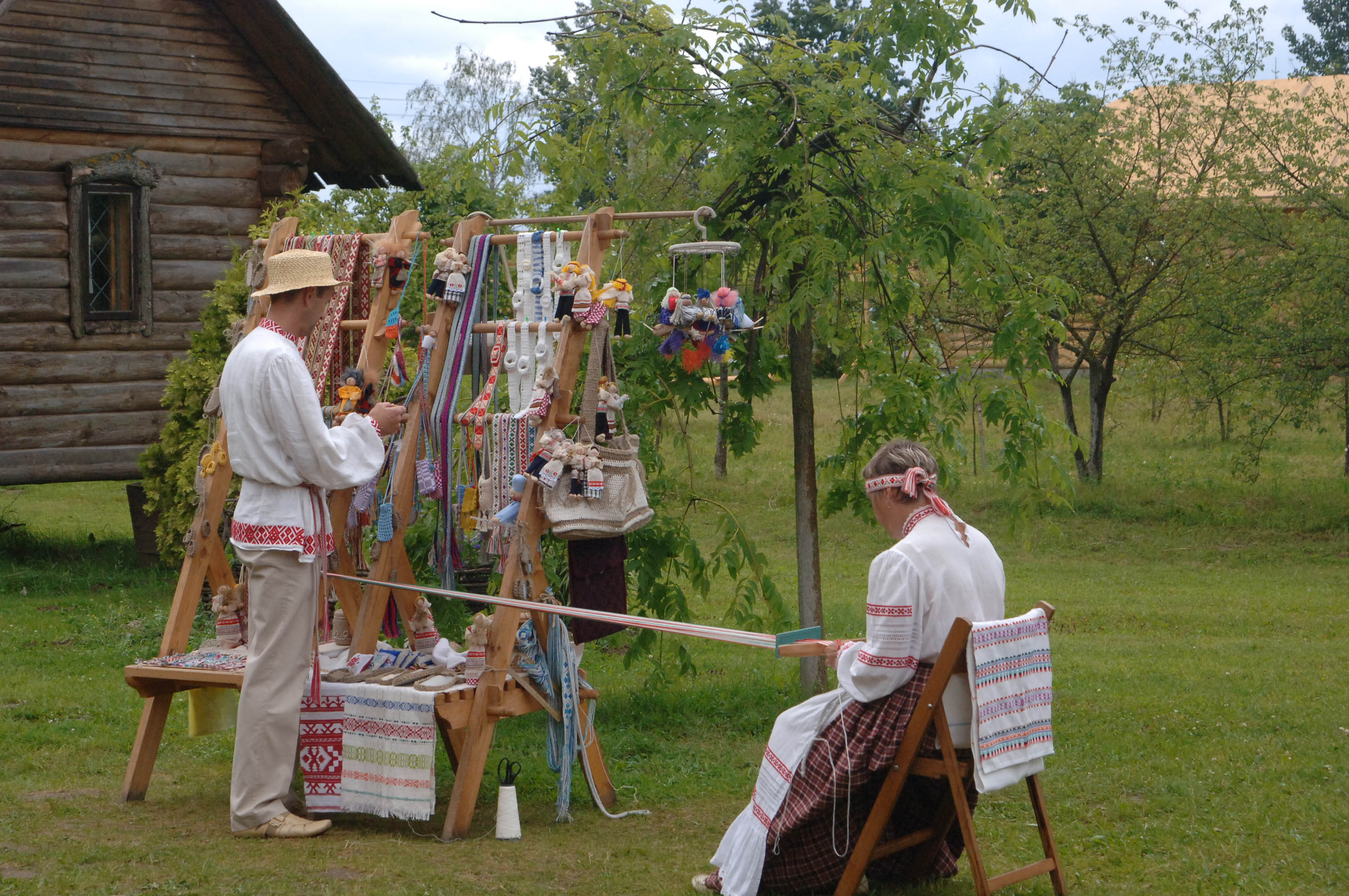
Орнаменти на традиційних білоруських селянських костюмах і виробах народних ремесел.
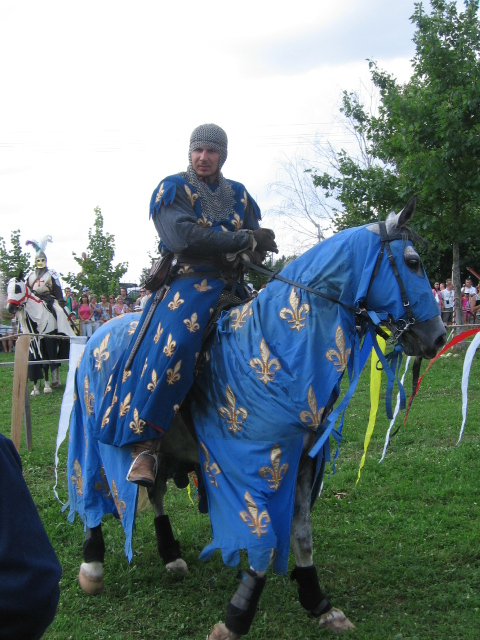
Фестиваль «Наш Грюнвальд». Кінний лицар.
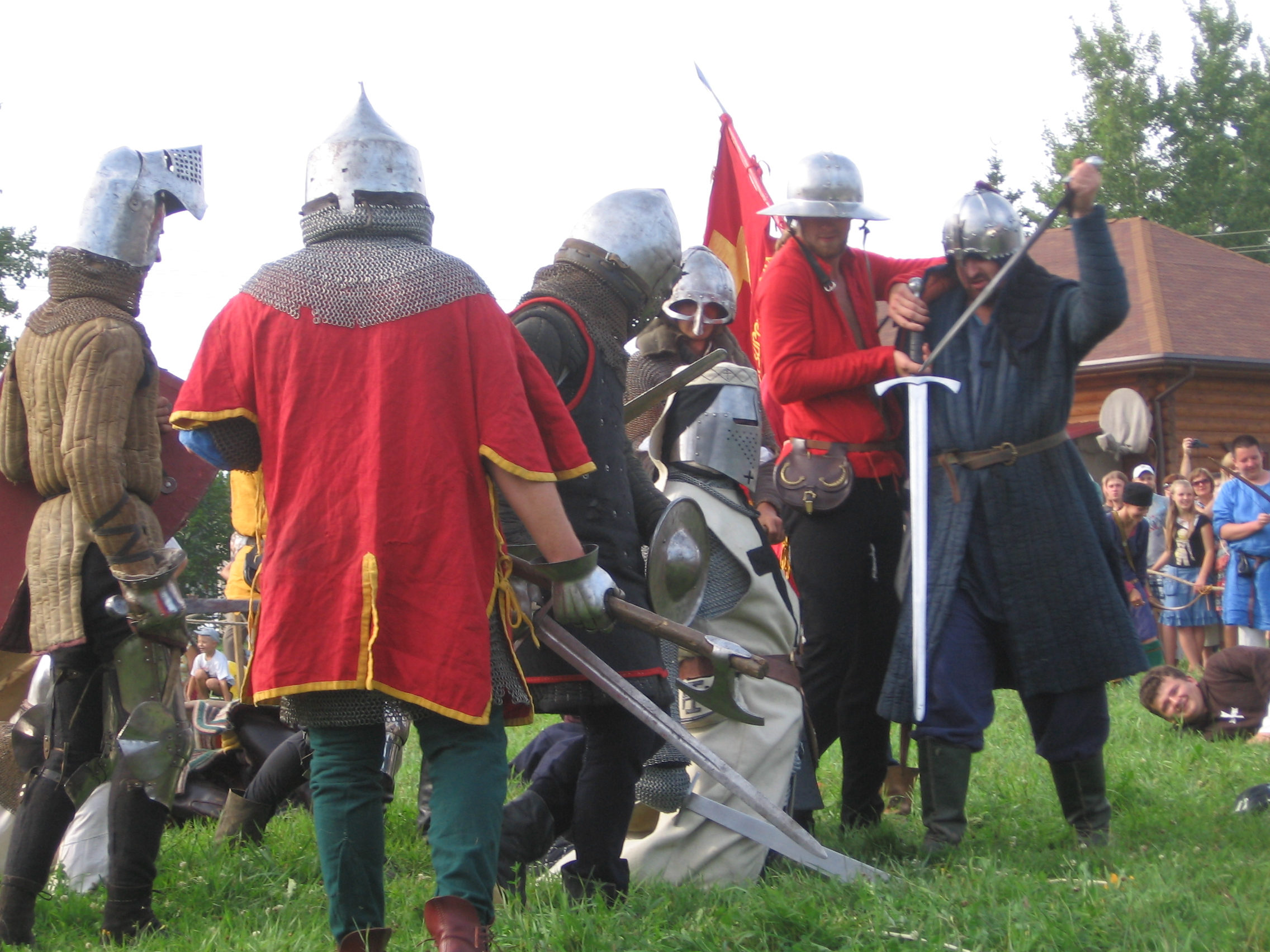
Фестиваль «Наш Грюнвальд». Епізод «вбивства великого магістра Тевтонського ордену Ульріха фон Юнгінена».
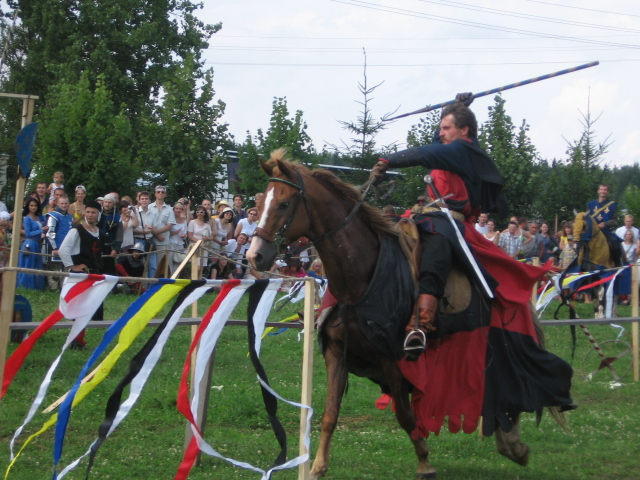
Фестиваль «Наш Грюнвальд». «Боярин Ярослав» кидає списа в дикого кабана.